# Ulomyia scurina
Ulomyia scurina és una espècie d'insecte dípter pertanyent a la família dels psicòdids que es troba a Europa: Itàlia i l'Estat espanyol.